# Lídia Dömölky
Lídia Dömölky, född 9 mars 1936 i Budapest, Kungariket Ungern, är en ungersk före detta fäktare.
Dömölky blev olympisk guldmedaljör i florett vid sommarspelen 1964 i Tokyo.